# Hachenhausen
Hachenhausen is een dorpje in de Duitse gemeente Bad Gandersheim, deelstaat Nedersaksen, en telt circa 210 inwoners.
Het plaatsje ligt 5 km ten oosten van het stadje Bad Gandersheim, dicht bij de Bundesstraße 64. In een document uit het jaar 1007 wordt Hachenhausen voor het eerst vermeld. Hachenhausen wordt gekenmerkt door een groot landhuis, dat particulier bewoond wordt.
Zie verder onder: Bad Gandersheim.